# Bolo amarelo

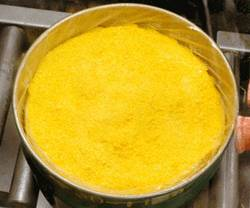
Um tambor de bolo amarelo

Bolo amarelo (em inglês: yellowcake)) é um material composto de urânio, já livre de impurezas, que serve para fins de produção de energia nuclear, obtendo nesse processo entre 70% e 80% de urânio puro.